# Gonçal d'Amarante
Gonçal d'Amarante (Arriconha, Tagilde, Vizela, 1187 - Amarante, 10 de gener de 1259 o 1262) fou un eclesiàstic portuguès, frare dominic. És venerat com a beat per l'Església catòlica, gaudint de gran devoció popular al nord de Portugal on és anomenat Sant Gonçal, tot i que no ha estat mai canonitzat.

## Biografia
Va néixer el 1187 al si de la noble família dels Pereira, a Arriconha, llogarret de Tagilde, municipi de Vizela. Va rebre una esmerçada educació cristiana de mans d'un sacerdot. Modest i devot, duia una vida molt pietosa, per la qual cosa l'arquebisbe de Braga l'admeté al seu palau perquè hi continués els estudis. Va ser ordenat sacerdot i nomenat rector de São Paio de Vizela, on va començar a destacar per la seva virtut i zel apostòlic, i per les obres de caritat envers els pobres. Desitjant conèixer Terra Santa i les tombes de Sant Pere i Sant Pau a Roma, va demanar llicència per a fer-hi el pelegrinatge, deixant la parròquia a la cura d'un nebot seu, sacerdot.
Anà primer a Roma i des d'allí a Jerusalem i altres indrets de Palestina, passant-hi catorze anys. En tornar, el seu nebot no va voler reconèixer-lo com a rector ni acollir-lo a casa seva. Mitjançant documents falsificats, va poder fer que l'arquebiste Silvestre Godinho pensés que Gonçal havia mort i que el nomenés a ell com a rector. Resignat, Gonçal deixà el poble i es dedicà a predicar l'Evangeli per la regió, arribant al lloc on avui hi ha la vila d'Amarante. Hi construí una ermita, la dedicà a la Mare de Déu de l'Assumpció i va fer vida eremítica, consagrant-se a la pregària, la penitèntia i la predicació.

### Ingrés a l'orde dominic

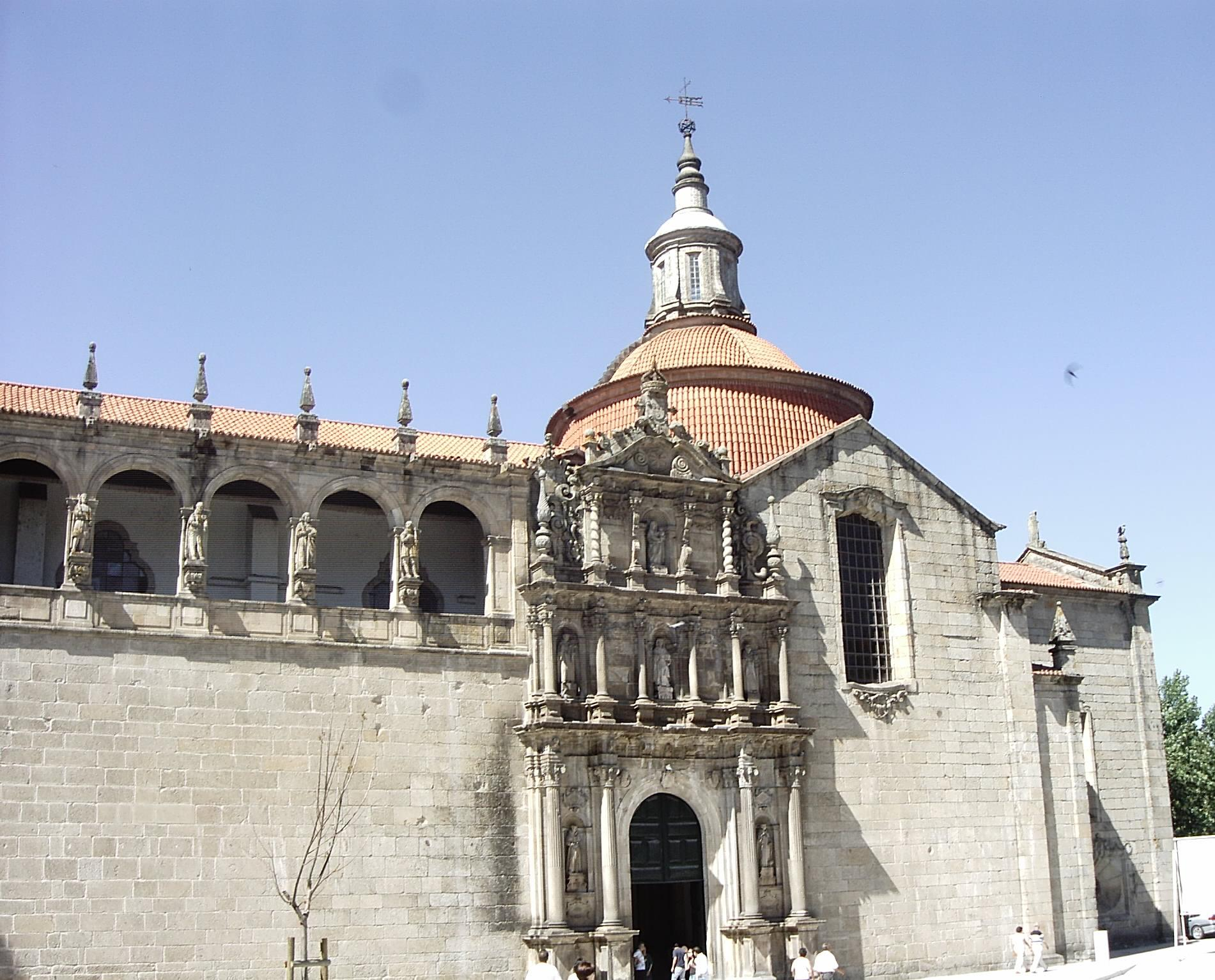
Església i convent de S. Gonçalo a Amarante

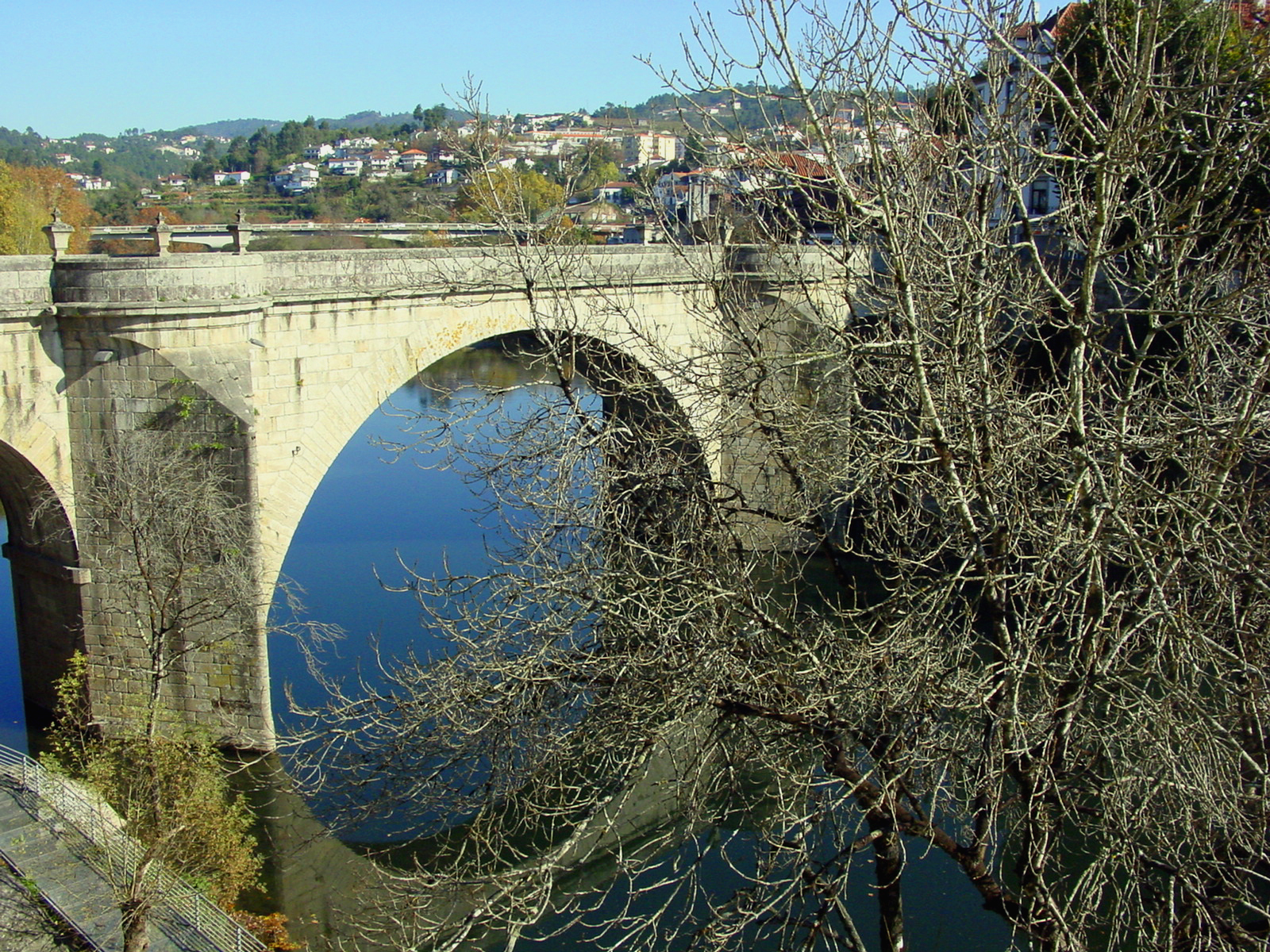
Pont de pedra sobre el Tàmega, successor del construït pel beat

Sentint la necessitat de trobar un nou camí, pregava i dejunava. Es diu que se li aparegué la Mare de Déu que li aconsellà que ingressés a un orde que comencés el seu ofici amb la salutació a Maria, l'Ave Maria: es tractava d'un orde fundat feia poc, l'Orde de Sant Domènec. Entrà, doncs, al convent de Guimarães de l'Orde dels Predicadors, que havia fundat feia pocs anys sant Pedro González Telmo, que l'admeté i, més tard, li donà llicència per a tornar a l'ermita d'Amarante i continuar-hi la seva tasca de predicació.
Amb ells, va aconseguir nombroses conversions, donant exemple de vida cristiana i predicant-la. El poble li atribuïa molts miracles. A Amarante, per tal d'evitar que les inundacions no destorbessin que els fidels poguessin anar a l'església, va construir un pont de pedra sobre el riu Tâmega. Va recollir almoines per la regió per pagar els obrers.
Després, Gonçal va viure lliurat a la pregària i la predicació, fins que morí el 10 de gener de 1262.

## Veneració
Va ésser sebollit a la mateixa ermita, on avui hi ha el convent i església de S. Gonçalo, edificat en 1540 per Joan III de Portugal. Va haver-hi tres intents de beatificació del dominic, l'últim dels quals va ser en 1561, pel bisbe de Porto Rodrigo Pinheiro. La sentència de beatificació es va promulgar el 16 de setembre de 1561, confirmant el culte públic autoritzat al convent d'Amarante per Juli III en 1551. Després, Climent X, el 10 de juliol de 1671, va estendre aquest culte a tot l'orde dominicà i el regne de Portugal, arribant la devoció al Brasil i l'Índia.

### Llegendes
Es deia que només haver rebut el baptisme, va fixar la mirada en el crucifix que hi havia i que hi va estendre els braços com si volgués abraçar-lo, i que de petit sempre que anava a l'església quedava mirant-lo, sense poder-ne apartar l'esguard. Quan es construïa el pont de pedra d'Amarante, Gonçal cridava els peixos del riu, que voluntàriament saltaven a fora per alimentar els obrers. La Mare de Déu li anuncià l'hora de la seva mort, i així va poder preparar-s'hi i prendre els sants sagraments.